# はちみつカフェ
『はちみつカフェ』は、ふじのはるかによる日本の4コマ漫画作品。『まんがタイムファミリー』（芳文社）2009年8月号より2012年10月号まで連載。

## 登場人物
『声』はドラマCDのキャスト
蜂谷まりも（はちや まりも）
声:沖佳苗
主人公。22歳。元々はOL。当時の上司のパワーハラスメントに耐えかねてパンチを喰らわせ、会社をクビになったあげく56万円相当の備品の弁償も迫られる事態に。そこに高校時代の憧れの先輩・月原音が喫茶店を経営していると聞き、バイト面接に向かう。いろいろあったものの、ウェイトレスとして働き始めた。高校時代のあだ名は「はっち」。
月原 音（つきはら おと）
声:鈴村健一
喫茶店と有機野菜販売所を複合させたカフェ『メタセコイア』の店主。まりもの高校の部活（水泳部）の先輩。所謂「イケメン」で、まりもからは「憧れの人」扱いされている。
月原 蜜（つきはら みつ）
声:花澤香菜
音の妹。兄とともに『メタセコイア』の切り盛りをする。ブラザーコンプレックスの気があり、兄目当てで寄ってくる女には冷たい態度を取る。まりもの高校の同級生で、高校当時は「氷の女」と陰口で言われたように対人関係を築くのが大の苦手。まりもとは兄とのこともあって最初は冷たかったが、徐々に打ち解けていくようになった。表情をあまり表には出さず、本人もそれを気にするようなそぶりがある。店をこよなく愛する。
黒沢 ひろえ（くろさわ ひろえ）
声:喜多村英梨
『メタセコイア』のシェフ。一度は男と駆け落ちして店を飛び出したが、出戻ってきた。音はその経緯から彼女に不信感を抱くが、蜜からは逆に信頼されている。料理の腕は確かで、根強いファンもいる。
馬場（ばば）
声:市来光弘
『メタセコイア』の常連客。もの静かな青年。
蜂谷 草太（はちや そうた）
声:菊池こころ
まりもの弟。

## 単行本
1. 2010年9月22日第1刷発行（2010年9月7日発売）、ISBN 978-4-8322-6886-9

## インターネットラジオ
DNEメディアステーションで配信の『沖佳苗と菊池こころのきらきらステーション!』を2010年10月7日配信分からリニューアルし、『はちみつカフェらじお』として本作の公認とすることとなりリニューアルされ2011年7月28日配信の第20回で終了した。

### 出演者
- 沖佳苗
- 菊池こころ

## ドラマCD
2011年6月29日にFIRE FOOT RECORDSから発売。

### メインキャラ以外の出演者
- 波木 - 山口翔平
- 長谷部 - 渡辺英雄
- おばあさん - 島涼香
- 客 - 坂巻学
- 穂坂 - 遠近孝一

### 主題歌
- オープニング KISS & GO! - 歌：宮本佳那子
- エンディング ハピネスフレイバ  - 歌：宮本佳那子